# بلوط‌برگی‌ها
بلوط‌برگی‌ها، پروانه‌های بلوط‌برگی یا کالیما (انگلیسی: Kallima) یک جنس پروانه از زیرخانواده فرشته‌بالیان از خانواده دوشیزه‌پروانگان است.